# 8253 Brunetto
8253 Brunetto è un asteroide della fascia principale. Scoperto nel 1981, presenta un'orbita caratterizzata da un semiasse maggiore pari a 2,2904409 UA e da un'eccentricità di 0,1113720, inclinata di 4,64808° rispetto all'eclittica.
L'asteroide è dedicato all'astrofisico italiano Rosario Brunetto, ricercatore presso l'Université Paris Sud di Orsay.